# Lijst van burgemeesters van Nieuw-Helvoet
Dit is een lijst van burgemeesters van de voormalige Nederlandse gemeente Nieuw-Helvoet.
| Ambtsperiode | Naam burgemeester                                | Partij of stroming | Bijzonderheden                                                                                               |
| ------------ | ------------------------------------------------ | ------------------ | --- |
| 1811 - 1826? | Jacobus Magdalenus van der Minne                 |                    | maire, later schout                                                                                          |
| 1825? - 1834 | Pieter van der Minne                             |                    | |
| 1834 - 1852  | Johan Wilhelm Hein (1804-1880)                   |                    | |
| 1852         | Jhr. Mr. Eduard Hugo Marie von Daehne van Varick |                    | |
| 1852 - 1869  | Adrianus Rudolphus Kraijenhoff van de Leur       |                    | |
| 1869 - 1899  | Johan Wilhelm Hein jr.                           |                    | |
| 1900 - 1915  | Pieter Gallas jr.                                |                    | |
| 1916 - 1949  | Fop Willem van Driel                             |                    | |
| 1952 - 1956  | Wieze Sietse de Vries                            |                    | waarnemend, in 1956 eerst geschorst en later dat jaar ontslagen na veroordeling vanwege rijden onder invloed |
| 1958 - 1959  | Leendert Riedijk                                 | PvdA               | waarnemend                                                                                                   |

Per 1 januari 1960 werden de gemeenten Hellevoetsluis, Nieuw-Helvoet en Nieuwenhoorn samengevoegd tot de nieuwe gemeente Hellevoetsluis.